# J.Hiroyuki
J.Hiroyuki（じぇいひろゆき、1988年3月7日 - ）は、日本のモデル、書家、タレント。漢字表記は慈英裕之。神戸出身の日本人。大学生時代に海外に留学、タイ人によく間違えられる。英字や絵を組み合わせた書道が得意。2011年9月より神戸・清盛隊、平知盛役として活動中。
趣味は友達作り、海外旅行。名前の「J」は、スリランカを旅した時のニックネームのジャパニーズ (Japanese) の頭文字をとったもの。
テレビ朝日「 おっさんずラブ-in the sky- 」レギュラーエキストラ出演

## 経歴
- 2012年9月 神戸・清盛隊、平知盛役デビュー
- 2013年～ 生田神社ウェディングモデル
- 2014年7月 名古屋で衣料品ブランドSPOILED×J.HIROYUKIのコラボTシャツ製作
- 2014年7月 YouTube番組、むぃむぃTVレギュラー[4]
- 2015年1月 ゼクシィ1月23日発売号に新郎モデルとして掲載
- 2015年2月 第4期甘党男子準グランプリ
- 2015年6月 「SHOWROOM×甘党男子×エール・エル」の動画配信バトル1位
- 2015年11月 ホットペッパー掲載 MERICAN BARBERSHOP 【メリケンバーバーショップ】モデル
- 2016年1月25日 神戸チキンジョージで開催された花魁熟結成1周年記念の為、亀山貴也、田北良平、J.HiroyukiのユニットStubble（スタッブル）結成
- 2016年3月 インドネシのアジャカルタコンベンションセンターで「ASTINDO Travel Fair」出演[5]
- 2016年4月 マビノギ11周年記念イベント出演
- 2016年6月 ドイツ1人旅中に日本語学校で講師として登壇
- 2016年7月 サイクルジャージ「ムジカート」モデル[6]
- 2016年9月22日 山下かりんワンマンライブ＠KOBE太陽と虎のオープニングアクトのJ.Hiroyuki、ウエツキめりぃ、稲葉勇樹による即席ユニット「書家のJと新聞記者のめりぃと稲葉」結成
- 2016年10月～ スマホアプリ「LOVEMEN」参加
- 2016年10月～ 月1回の介護施設で書道教室のボランティア
- 2016年11月 インターネットテレビ流行学園.TV出演
- 2016年12月 パイロットコーポレーション動画出演
- 2017年1月 神戸どうぶつ王国書道パフォーマンス[7]
- 2017年2月 千葉テレビ放送ビジネスキャッチ出演
- 2017年2月 公式LINE開設 (@pwh8465a)
- 2017年2月 NHK神戸放送局2月13日放送　知っとぉ？兵庫「バレンタイン 男子が薦めるチョコレート」ナビゲーター
- 2017年6月 スマホアプリ「LOVEMEN」1周年初代ベスト9決定戦、4位にランクイン
- 2017年7月 エンターテイメント・ミュージカル「狐姫」題字作成及びゲスト出演[8]
- 2017年7月 神戸のフードバー・Ageha Baseで個展を開催
- 2018年1月 神戸どうぶつ王国書道パフォーマンス第2回[9]
- 2019年1月 神戸どうぶつ王国書道パフォーマンス第3回[10]
- 2019年3月 ルーシーダットンのインストラクター資格取得[11]
- 2019年8月 コラボ展「TOKYO ～first appear～」開催
- 2019年9月 「第2回JFCAミス&ミスターコンテスト」ミスター・きもの美男部門準グランプリ[12]